# Reservatório do Alto de Santana
O Reservatório do Alto de Santana, também conhecido como Caixa d’água de Santana, é um reservatório de água, localizado no Alto de Santana, Zona Norte da cidade de São Paulo, Brasil. 
Foi construído no ano de 1942 pelo Departamento de Águas e Esgotos de São Paulo (futura Sabesp), para reforçar o abastecimento de Santana. Trata-se de um reservatório de 16.000 m³ que recebe as águas do Reservatório do Mirante de Santana, no Jardim São Paulo, do rio Cabuçu e as águas da Estação de Tratamento da Av. Dr. Zuquim, Sistema Cantareira. Atualmente é um dos marcos arquitetonicos da região e abriga um posto de atendimento da Sabesp.